# RV & AV Excelsior in het seizoen 1965/66
Het seizoen 1965/1966 was het 12e jaar in het bestaan van de Rotterdamse betaaldvoetbalclub Excelsior. De club kwam uit in de Tweede divisie B en eindigde daarin op de negende plaats. Tevens deed de club mee aan het toernooi om de KNVB beker, hierin werd de club in de groepsfase uitgeschakeld.

## Wedstrijdstatistieken

### Tweede divisie B
|       | Baronie | FC Den Bosch/BVV | D.F.C. | EDO   | Fortuna | Haarlem | Helmondia '55 | Hermes DVS | Limburgia | NOAD  | RCH   | Roda JC | SVV   | Wilhelmina |
| ----- | ------- | ---------------- | ------ | ----- | ------- | ------- | ------------- | ---------- | --------- | ----- | ----- | ------- | ----- | ---------- |
| Thuis | 2 – 2   | 2 – 1            | 2 – 2  | 1 – 3 | 3 – 3   | 2 – 4   | 7 – 1         | 3 – 0      | 2 – 1     | 2 – 1 | 1 – 2 | 2 – 3   | 2 – 3 | 0 – 2      |
| Uit   | 2 – 0   | 0 – 0            | 1 – 3  | 1 – 1 | 3 – 0   | 1 – 2   | 1 – 0         | 1 – 2      | 3 – 1     | 0 – 0 | 0 – 0 | 0 – 0   | 3 – 2 | 2 – 2      |

### KNVB beker
| Groepsfase                                     | Excelsior              | 0 – 0         | HVC                     |
| 19 september 1965 Plaats: Rotterdam Woudestein |                        |               |                         |
| Groepsfase                                     | Xerxes                 | 2 – 1 (2 – 0) | Excelsior               |
| 7 november 1965 Plaats: Rotterdam Het Kasteel  | Lazar Radović 15', 25' |               | Joop Munne 85'          |
| Groepsfase                                     | Excelsior              | 1 – 2 (0 – 1) | Elinkwijk               |
| 2 januari 1966 Plaats: Rotterdam Woudestein    | Joop Munne 62'         |               | 7', 49' Henny van Egdom |

## Statistieken Excelsior 1965/1966

### Eindstand Excelsior in de Nederlandse Tweede divisie B 1965 / 1966
| Stand | Gespeeld | Gewonnen | Gelijk | Verloren | Punten | Doelpunten voor | Doelpunten tegen |
| ----- | -------- | -------- | ------ | -------- | ------ | --------------- | ---------------- |
| 9e    | 28       | 8        | 9      | 11       | 25     | 44              | 46               |

### Topscorers
| #      | Naam           | Goal |
| ------ | -------------- | ---- |
| 1.     | Joop Munne     | 9    |
| 2.     | Rinus Brand    | 7    |
| 3.     | Dick Beek      | 5    |
| 3.     | Gerard Weber   | 5    |
| 5.     | Arie Kalkman   | 3    |
| 5.     | Piet Luck      | 3    |
| 5.     | Leen Tump      | 3    |
| 8.     | Bert Damen     | 2    |
| 8.     | André Kosten   | 2    |
| 10.    | Aad den Butter | 1    |
| Totaal | Totaal         | 44   |

| #      | Naam       | Goal |
| ------ | ---------- | ---- |
| 1.     | Joop Munne | 2    |
| Totaal | Totaal     | 2    |